# Мудериз Али Ефендијина џамија
Мудериз Али Ефендијина џамија  (алб. Xhamia e Myderis Ali Efendisë; тур. Müderris Ali Efendi Camii), позната и као Џамија Али Хоџа (алб. Xhamia e Ali Hoxhës) је џамија која се налази у Призрену у Србији.

## Опште информације
Саграђена је у периоду између 1543. и 1581. године, једна је од најстаријих џамија на Косову и Метохији. Налази се у данашњем старом градском језгру Призрена, највероватније на месту некадашње школе. У њеној не посредној близини налази се Катедрала Госпе од Непрестане Помоћи. Троугластог је облика, површине 877 m², а од стране општине Призрен проглашена је за споменик културе 1989. године. Њен оснивач, Али Ефенди сахрањен је у дворишту џамије.
После Другог светског рата коришћена је као центар Црвеног крста и била је тешко оштећена због немарности. Године 1963. избио је пожар и тиме је џамија још више оштећена (према градским подацима пожар је био 1975. године). Због ових догађаја изгубила је оригиналност старог споменика.
Ова џамија имала је централну улогу у организацији бојкота албанских католичких продавница, који је трајао три године.